# 原子軌道

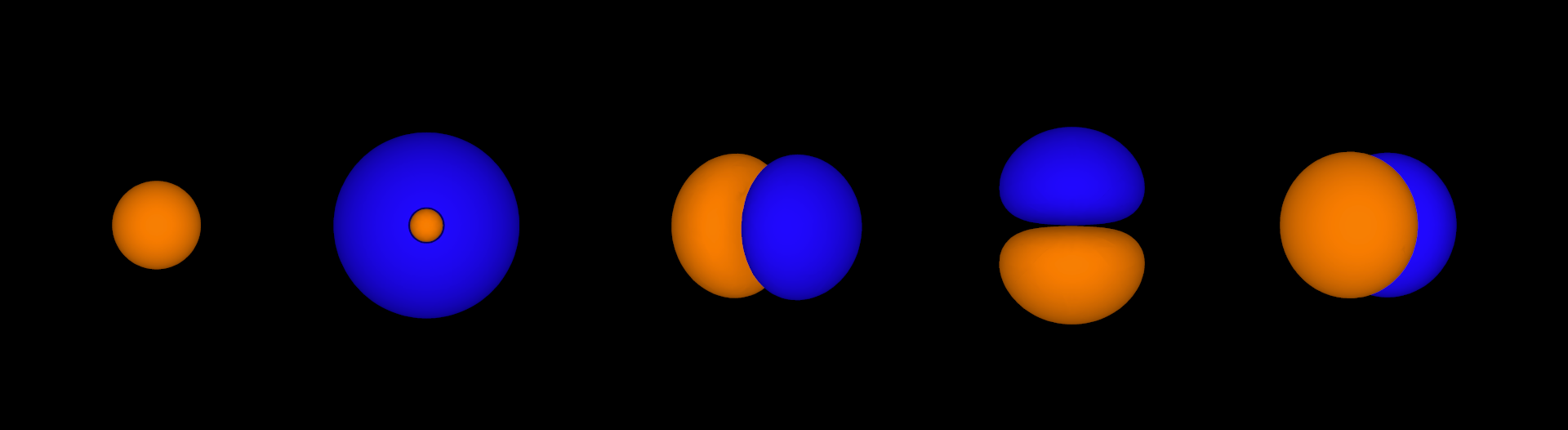
原子軌道の形状を示す概略図。左から順に1s、2s、2p_{x、}2p_{y、}2p_{z}軌道である。色の違いは、波動関数の符号の違いを意味している。

原子軌道（げんしきどう）または原子オービタル（英: atomic orbital、略称AO）は、原子核のまわりに存在する1個の電子の状態を記述する波動関数のことである。電子波動関数の絶対値の二乗は原子核のまわりの空間の各点における、電子の存在確率に比例する（ボルンの規則）。
ここでいう軌道（英: orbital）は、古典力学における軌道 (英: orbit) とは意味の異なるものである。量子力学において、電子は原子核のまわりをまわっているのではなく、その位置は確率的にしか分らない。

## 軌道名

### 軌道の種類名
軌道の種類の名前 (s, p, d, f, g, h, ...) は分光法で得られたその軌道のスペクトルの形に由来している。内側の軌道からそれぞれ、sharp, principal, diffuse, fundamentalであり、残りは（fに続く）アルファベット順となる。
但し、jはのぞく。これはiとjを区別しない言語が存在するためである。

## 原子価軌道
原子軌道の内、最外殻に存在するものを原子価軌道（げんしかきどう）と呼ぶ。閉殻構造に加わっていないため、原子価軌道は化学結合や化学反応における主役となる。原子価軌道に存在する電子は、原子価電子あるいは価電子と呼ばれる。

## 歴史
「オービタル」という用語は「one-electron orbital wave function（1電子オービタル〈軌道の〉波動関数）」の短縮形として1932年にロバート・マリケンによって造られた。
ニールス・ボーアは、1913年に電子は、明確な質量を持つ角の周りを回っていることを示唆した。

### 初期の説
ジョゼフ・ジョン・トムソンが1892年に電子を発見したことによって、原子が最小では無く、あくまで電子の複合であるということがわかった。
また、トムソンは、複数の電子が常に帯電し、ゼリー状の物質に入っていると考えるプラムプディングモデルを1909年に提唱した。
また、その直後、長岡半太郎が土星モデルを提唱した。

### ボーア原子
アーネスト・ラザフォードが1909年に原子質量のほとんどが核に占められており、また常に帯電していることを発見した。
また、その後の彼の研究によって、プラムプディングモデルでは、説明しきれないことがわかった。
1913年、ニールス・ボーアによって、電子は、古典的的な周期で核を回るが、各質量の離散値だけを持つことを許可するボーアモデルを提唱した。